# Fusceulima murdochi
Fusceulima murdochi är en snäckart som först beskrevs av Hedley 1904.  Fusceulima murdochi ingår i släktet Fusceulima och familjen Eulimidae. Inga underarter finns listade i Catalogue of Life.